# Im Schatten des Herzens
Im Schatten des Herzens (Originaltitel Always in My Heart) ist eine US-amerikanische Tragikomödie aus dem Jahr 1942 unter der Regie von Jo Graham. MacKenzie Scott (Walter Huston) kehrt nach seiner Zeit im Gefängnis vorzeitig in seinen Heimatort zurück, um in der Nähe seiner Familie zu sein. 
Der Film beruht auf dem Bühnenstück Fly Away Home von Dorothy Bennett und Irving White, das am 15. Januar 1935 in New York Premiere hatte und es auf 204 Vorstellungen brachte. In der Eröffnungsvorstellung waren unter anderem Montgomery Clift, Sheldon Leonard, Thomas Mitchell und Albert Dekker.

## Handlung
Victoria und Martin Scott leben zusammen mit ihrer Mutter Marjorie in Santa Rita in Kalifornien. Zum Haushalt gehören noch die Haushälterin Angie und deren Enkelin Booley. Marjorie hat alles getan, um ihren Kindern eine gute Zukunft zu ermöglichen. Seit geraumer Zeit wird sie von dem wohlhabenden Innenarchitekten Philip Ames umworben. Martin Scott, meist Marty gerufen, würde gerne sehen, dass seine Mutter Philip heiratet, auch weil er an der Princeton University studieren möchte. Um ihn noch näher an sich zu binden, schenkt Philip dem jungen Mann ein Auto. Victoria, Vickie gerufen, ist weniger begeistert von dem Architekten, da sie ihn für einen Snob hält. 
Marjorie Scott hat ihre Kinder in dem Glauben gelassen, dass ihr leiblicher Vater tot sei. MacKenzie Scott sitzt seit 13 Jahren im Gefängnis für ein Verbrechen, das er nie begangen hat. Wieder einmal besucht Marjorie ihren Mann dort und erzählt ihm nun von Philips Heiratsantrag. Mac will ihr nicht im Wege stehen, da diese Ehe auch für seine Kinder finanzielle Sicherheit bedeuten würde, und behält für sich, dass er begnadigt worden ist. Als Marjorie das Gefängnis verlässt, hört sie das Gefängnisorchester ein Lied spielen, das ihr ausnehmend gut gefällt. Vom Direktor erfährt sie, dass es von Mac stammt. 
Nach seiner Entlassung zieht es Mac nach Santa Rita, da er wenigstens einen Blick auf seine Kinder werfen möchte. Als er seine Tochter auf einem alten verstimmten Klavier spielen hört, bietet er ihr an, es zu stimmen um den Preis eines Liedes. Vickie fühlt sich sofort zu Mac hingezogen und stimmt zu. So kommt es dazu, dass Mac das Angebot des Fischers Joe Borelli annimmt, der ihm Unterkunft und Arbeit anbietet. Als Vickie von Philip zu ihrem Geburtstag ein neues Klavier geschenkt bekommt, das das alte Klavier ihres Vaters ersetzen soll, gibt es statt Freude Tränen. Von Joe erhält sie ein Buch mit alten italienischen Liedern. Als sie ihn besucht, um ihm dafür zu danken, hört sie Mac auf ihrem alten Klavier spielen. Er erzählt ihr, dass er eine kleine Band mit einigen Musikern aus der Fisch-Konservenfabrik gegründet habe. Vickie ist begeistert und möchte gern als Sängerin mitmachen. 
Marty hat durch seinen neuen Reichtum inzwischen das Interesse von Lolita, einer sexy jungen Dame, auf sich gezogen. Diesbezügliche Warnungen von Joe und Mac schlägt er in den Wind. Als Marjorie eines Tages ihre Tochter Macs Lied singen hört, macht sie sich einen Reim darauf und ist sich sicher, dass er in der Stadt ist. Bei einem Treffen beharrt er darauf, dass sie Philip heiraten solle, da er sowieso vorhabe, die Stadt zu verlassen. Marjorie gesteht Philip daraufhin die Wahrheit. Als Vickie erfährt, dass Mac ihr Vater ist, will sie mit ihm gehen. Marty ist inzwischen in argen Schwierigkeiten, da er von Lolitas Freund Frank mit einem Messer bedroht wird. Mac kommt hinzu und verteidigt seinen Sohn, wodurch er das Schiff versäumt, das ihn nach San Diego bringen sollte. In dem Glauben, dass ihr Vater das Schiff genommen habe, nimmt Vickie sich Philips Speedboat und verfolgt das Schiff, obwohl sich ein Sturm zusammenbraut. Auch hier greift Mac wieder ein und bringt seine Tochter in Sicherheit. Nun besteht seine Familie darauf, dass er nicht nur bleiben, sondern bei ihnen bleiben müsse, und auch Philip beugt sich Marjories Entschluss. Kurz darauf erfährt die Familie, dass Mac mit seiner Band ein Vorsingen gewonnen hat, und die Freude aller ist groß.

## Produktion und Hintergrund
Einzelne Szenen wurden in Monterey in Kalifornien gedreht. Die Dreharbeiten begannen Mitte Oktober und gingen bis Ende November 1941. 
Der Film hatte am 14. März 1942 Premiere in New York.
Laut Hollywood Reporter wurde Raymond Massey in der Rolle des Scott MacKenzie durch Walter Huston ersetzt. Huston hatte zwar schon am Broadway gesungen, in einem Film war es jedoch für ihn das erste Mal. Für Gloria Warren und Patty Hale war es ihr Filmdebüt, ebenso wie für den Regisseur Jo Graham, der mehrere Jahre als Dialogregisseur für Warner Bros. gearbeitet hatte. Das Studio beabsichtigte, Gloria Warren als Gesangsstar aufzubauen, um den Universal Studios Paroli zu bieten, die die Schauspielerin und Sängerin Deanna Durbin unter Vertrag hatten.

## Musik im Film
- Always in My Heart – Musik: Ernesto Lecuona, Text: Kim Gannon, gespielt

a) während des Vor- und Abspanns und des Öfteren als Hintergrundmusik
b) vom Gefängnisorchester und MacKenzie Scott (Walter Huston)
c) von MacKenzie Scott (Walter Huston) am Klavier, begleitet von seiner Filmtochter Victoria (Gloria Warren)
d) gespielt auf der Mundharmonika von Borrah Minevitch und seiner Gruppe The Harmonica Rascals
e) im Konzert am Piano von MacKenzie Scott (Walter Huston), gesungen von Victoria (Gloria Warren)
- Carneval di Venezia – Musik: Niccolò Paganini, Text: Barclay Grey

gespielt auf dem Akkordeon und als Hintergrundmusik sowie von Gloria Warren gesungen
- Chopsticks – Musik: Euphemia Allen, gespielt am Piano von Frankie Thomas
- The Lady in Red – Musik: Allie Wrubel

gespielt von Borrah Minevitch und The Harmonica Rascals, getanzt von Armida und Anthony Caruso und weiteren Paaren
- Una voce poco fa aus Gioacchino Rossinis Der Barbier von Sevilla, Libretto: Cesare Sterbini

gespielt auf dem Piano, gesungen von Gloria Warren
- Happy Birthday to You – Musik: Mildred J. Hill, Text: Patty S. Hill

am Piano Kay Francis und dazu gesungen, es stimmen ein: Frankie Thomas, Patti Hale, Una O’Connor und Sidney Blackmer
- Klaviersonate Nr. 14 op. 27 Nr. 2 in cis-Moll, auch als  Mondscheinsonate bezeichnet

komponiert von Ludwig van Beethoven, am Piano Walter Huston
- Ungarische Rhapsody Nr. 2 in cis-Moll von Franz Liszt

am Piano Walter Huston und außerdem Borrah Minevitch und The Harmonica Rascals
- The Singing Sands of Alamosa – Musik: Bert Reisfeld, Text: Kim Gannon

## Kritik
Das Lexikon des Internationalen Films sprach von einer „zu Herzen gehende[n], mit sentimentaler Musik angereicherte[n] Tragikomödie.“
Bosley Crowther von der New York Times befand, dass Miss Warren eine angenehme junge Dame sei, um für 15 durchzugehen allerdings ein wenig zu reif, auch ihre Stimme behandele sie umsichtig. Die Geschichte ihres Debüts beginne zwar erfrischend, gehe dann aber in eine wenig glaubhafte Richtung. Gelobt wurde Walter Hustons Leistung, der den Vater mit einer solchen Leichtigkeit und Ernsthaftigkeit spiele, dass die Mängel seiner Schauspielkollegen, vor allem die von Kay Francis und die des Skripts umso mehr auffallen würden, wenn er nicht im Bild sei.

## Auszeichnungen
1943 war Always in My Heart aus diesem Film in der Kategorie „Bester Song“ für einen Oscar nominiert. Die Auszeichnung ging jedoch an Irving Berlin für sein Lied White Christmas aus dem Tanzfilm Musik, Musik (Holiday Inn).  